# Turquia nos Jogos Olímpicos de Verão de 2020
A Turquia participa nos Jogos Olímpicos de Verão de 2020. O responsável pela equipa olímpica é o Comité Olímpico Nacional Turco, bem como as federações desportivas nacionais da cada desporto com participação. Participa com 108 atletas em 18 desportos.